# Шенкендеберн
Шенкендеберн (њем. Schenkendöbern) општина је у њемачкој савезној држави Бранденбург. Једно је од 30 општинских средишта округа Шпре-Најсе. Према процјени из 2010. у општини је живјело 4.139 становника. Посједује регионалну шифру (AGS) 12071337.

## Географски и демографски подаци
Шенкендеберн се налази у савезној држави Бранденбург у округу Шпре-Најсе. Општина се налази на надморској висини од 51 метра. Површина општине износи 213,9 km². У самом мјесту је, према процјени из 2010. године, живјело 4.139 становника. Просјечна густина становништва износи 19 становника/km².

## Међународна сарадња
| Мјесто | Држава | Врста сарадње | Од    |
| ------ | ------ | ------------- | ----- |
| Губин  | Пољска | партнерство   | 1991. |
| Извор  |        |               |       |